# Єнбек (Жалагаський район)
Єнбе́к (каз. Еңбек) — село у складі Жалагаського району Кизилординської області Казахстану. Адміністративний центр та єдиний населений пункт Єнбецького сільського округу.
У радянські часи село називалось Аккошкар.
Населення — 1470 осіб (2021; 1979 у 2009, 1994 у 1999, 1757 у 1989).